# Gammarth

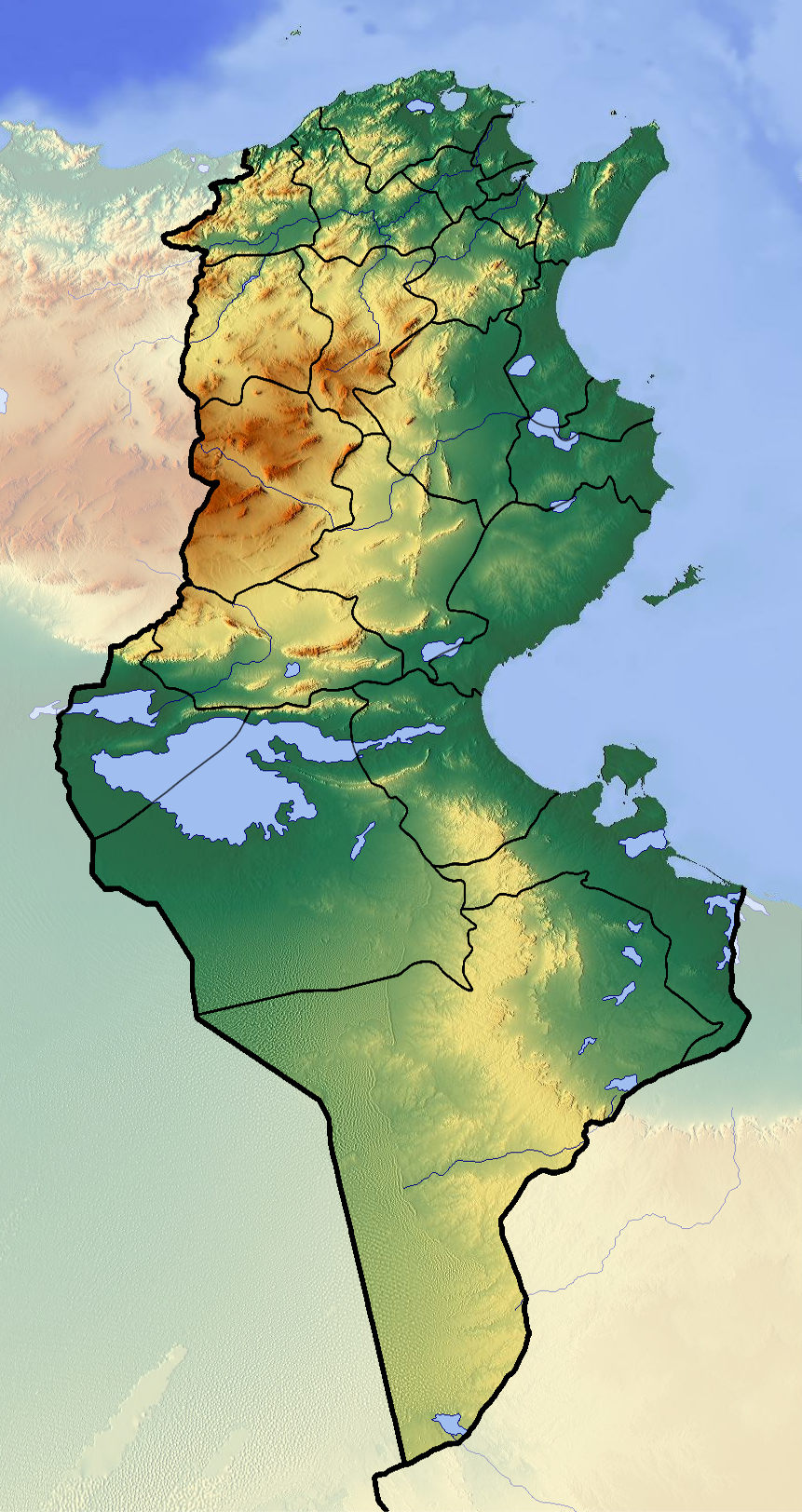
Mappa fisica di Gammarth

Gammarth (Tunisino-arabico: ڨمرت ) è una città sul Mar Mediterraneo nel governatorato di Tunisi, in Tunisia, situata a circa 15-20 chilometri a nord di Tunisi, adiacente a La Marsa. È una località balneare nota per i suoi alberghi e negozi costosi. Nella zona della baia del porto turistico, c'è un porto di villeggiatura con un cantiere navale, un tempo di proprietà privata e, dal 2023, gestito dall'autorità portuale pubblica.

## Storia
Gammarth nacque come piccolo villaggio di pescatori, ma dopo l'indipendenza dalla Francia si trasformò in una località di villeggiatura a partire dagli anni Cinquanta. Il turismo costituisce oggi la spina dorsale dell'economia locale. A Gammarth ci sono molti hotel e ristoranti a cinque stelle e ci sono anche ville bianche e insenature nelle vicinanze. Tra le ville degne di nota vi sono Abou Nawas Gammarth e Les Dunes.
Gli scavi sulla collina di Gammarth hanno rivelato alcune catacombe e iscrizioni talmudiche. Si ritiene che queste antiche camere funerarie risalgano all'epoca romana, nel II secolo, quando la vicina Cartagine era una fiorente città romana.
Gammarth contiene anche un complesso cinematografico.

## Galleria d'immagini

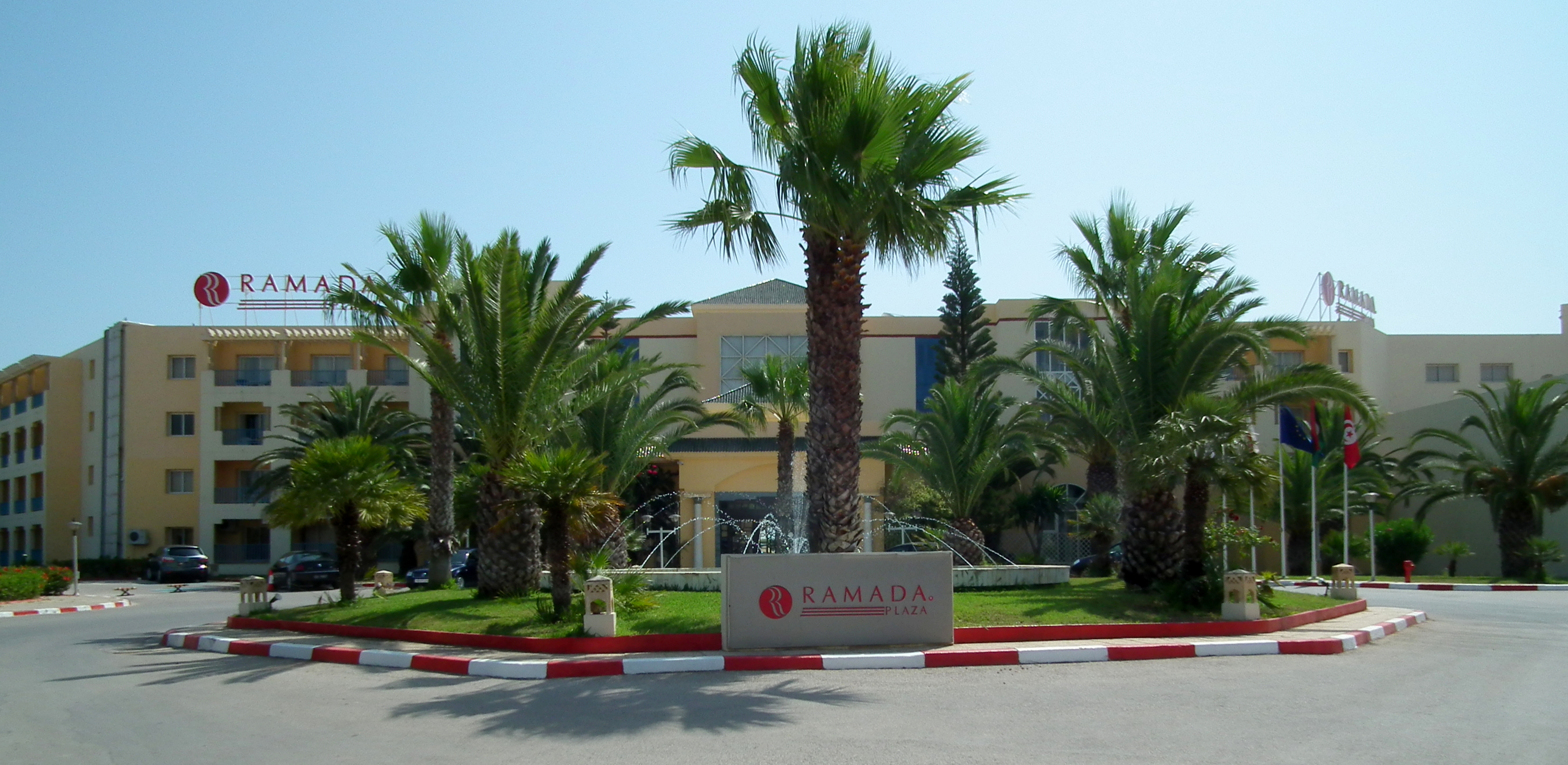
Il Ramada è un hotel resort in Tunisia
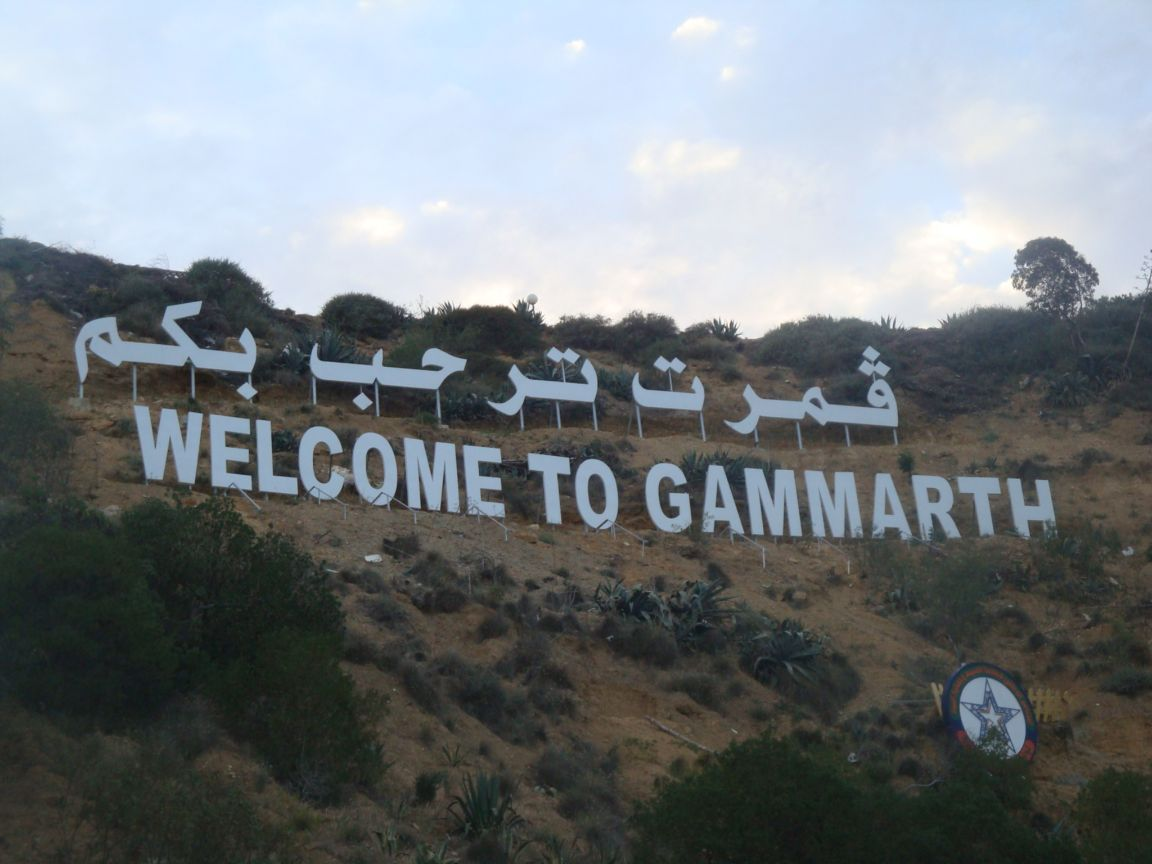
Benvenuti a Gammarth!
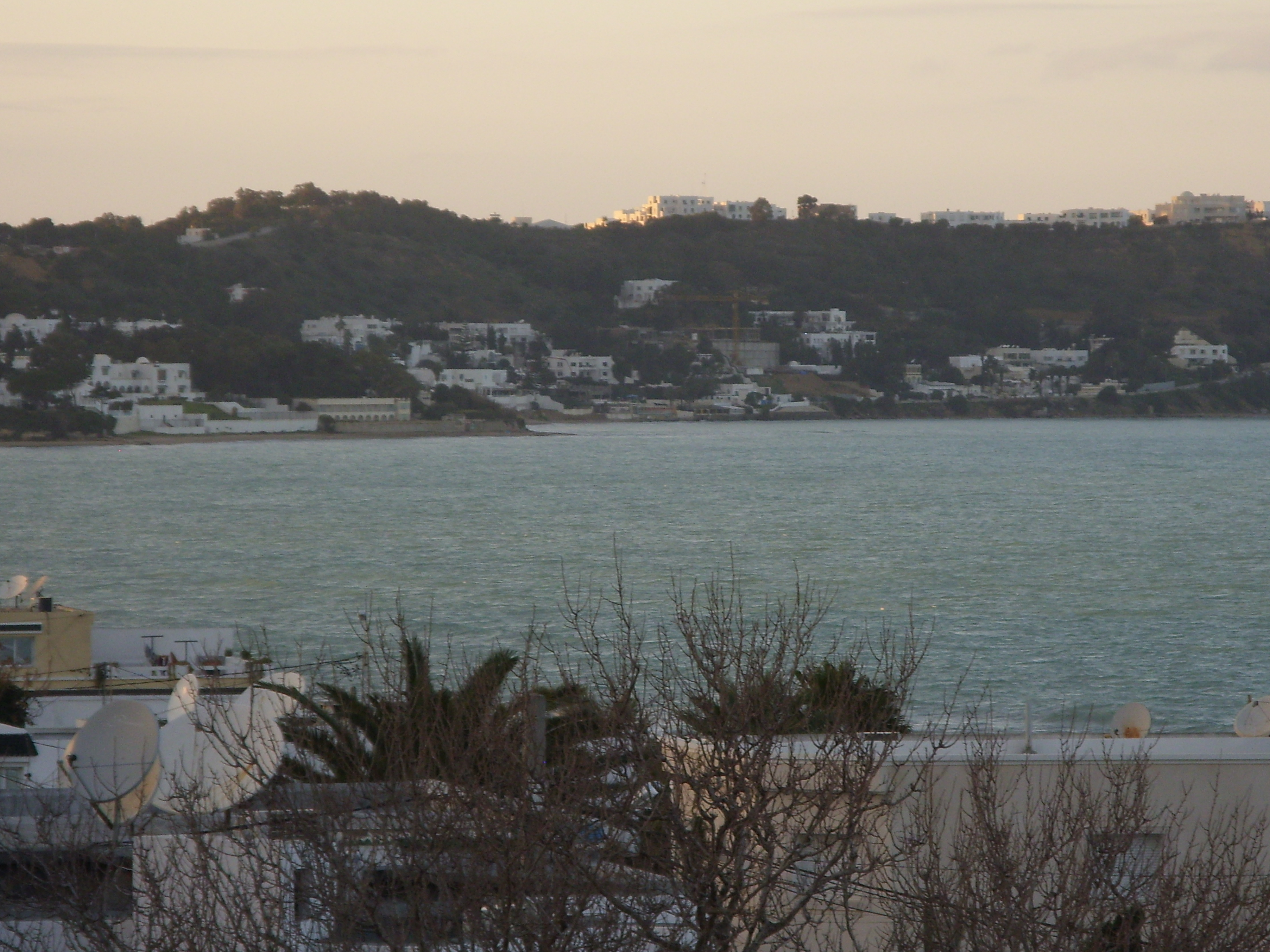
Foto panoramica di Gammarth
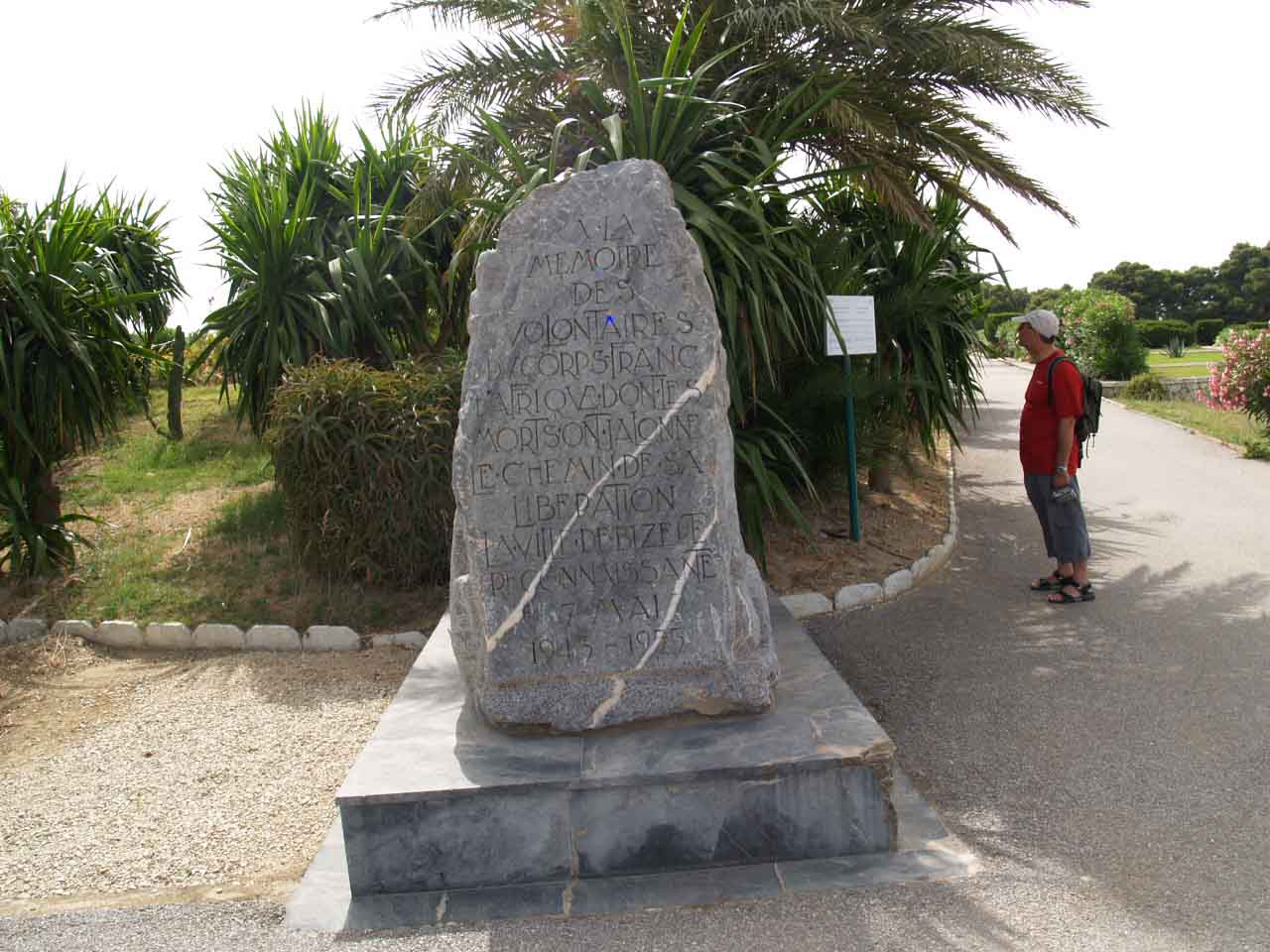
Il monumento al Corpo dei Franchi dell'Africa
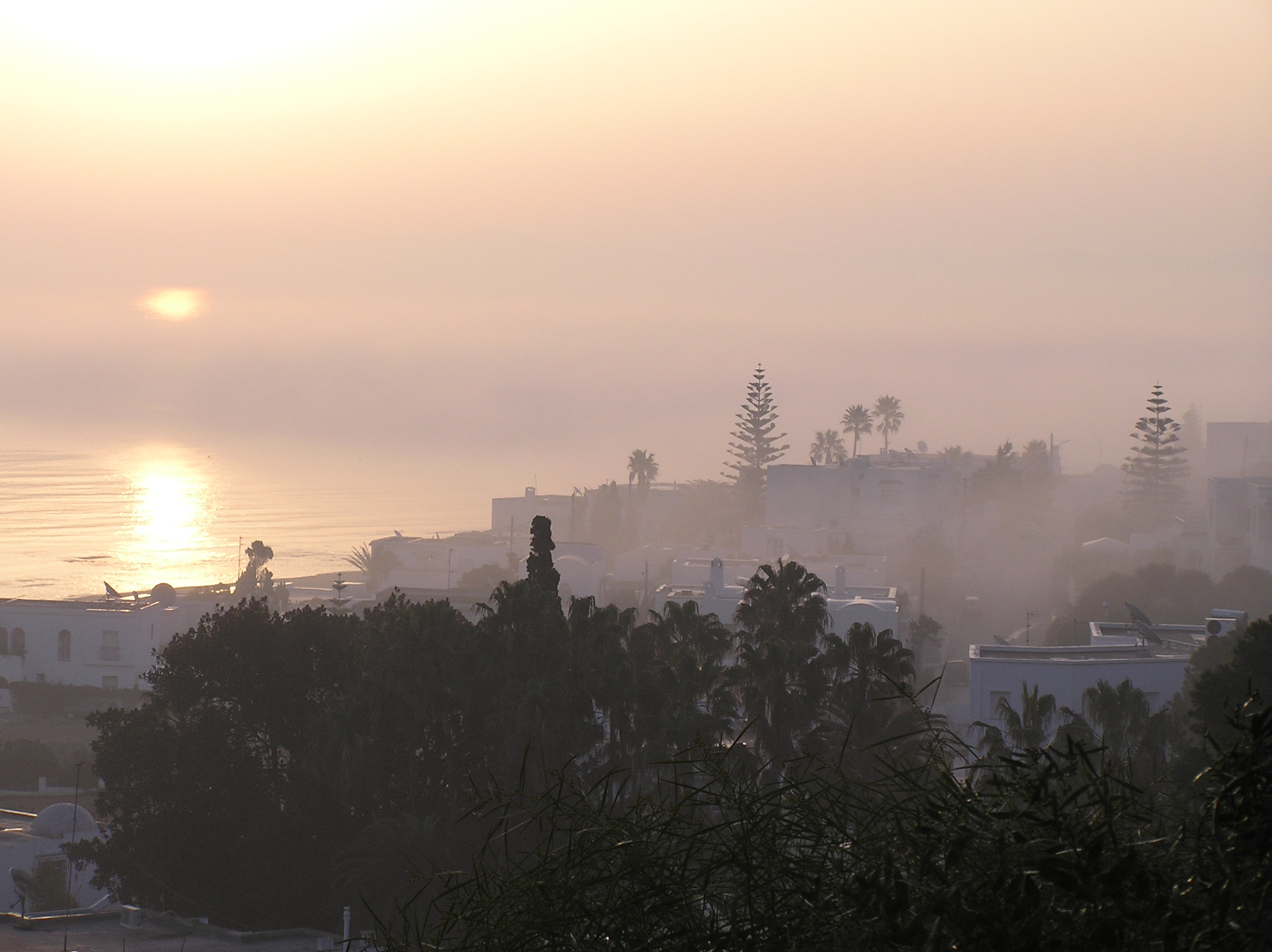
Alba a Gammarth
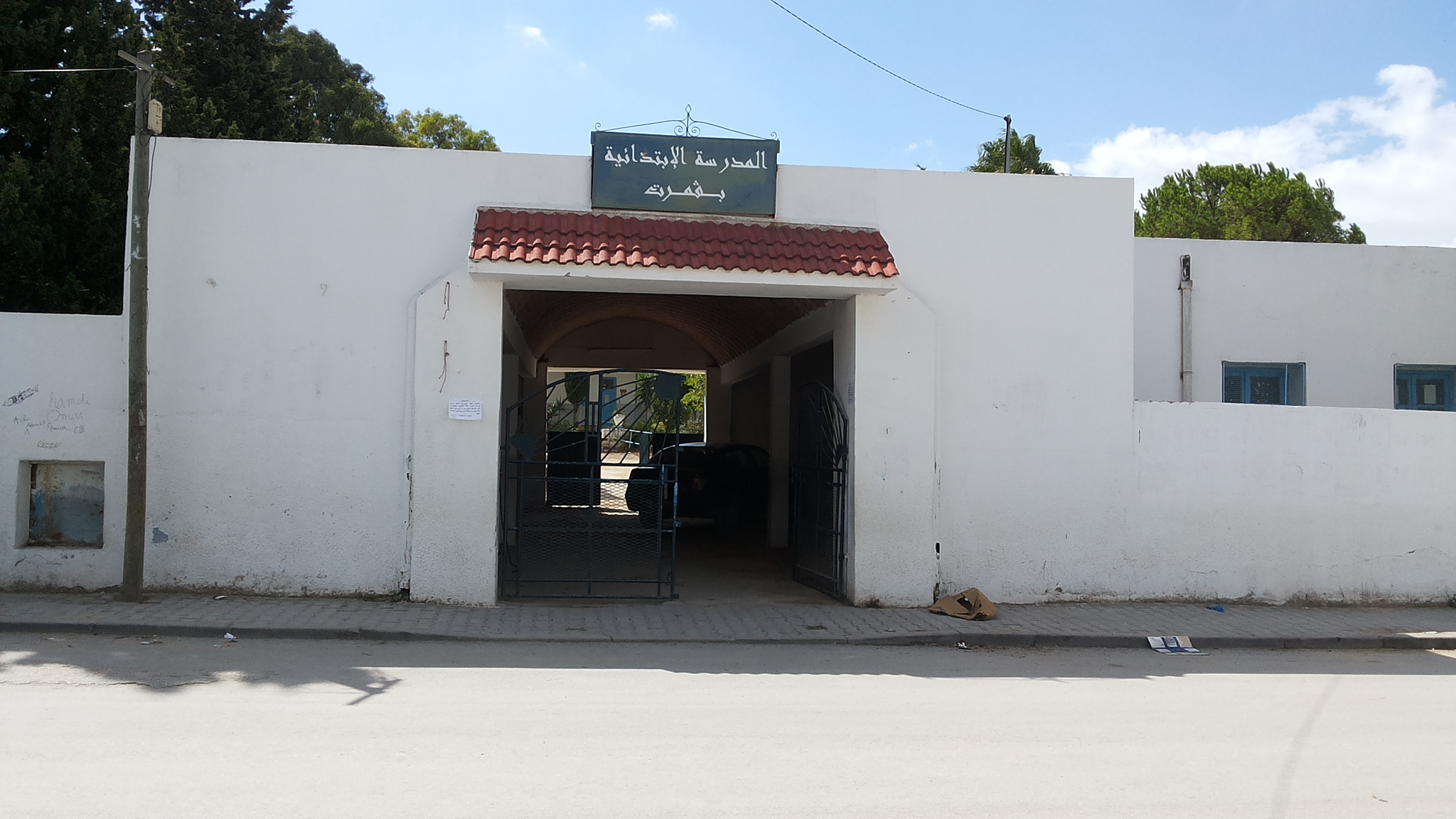
Scuola di Gammarth
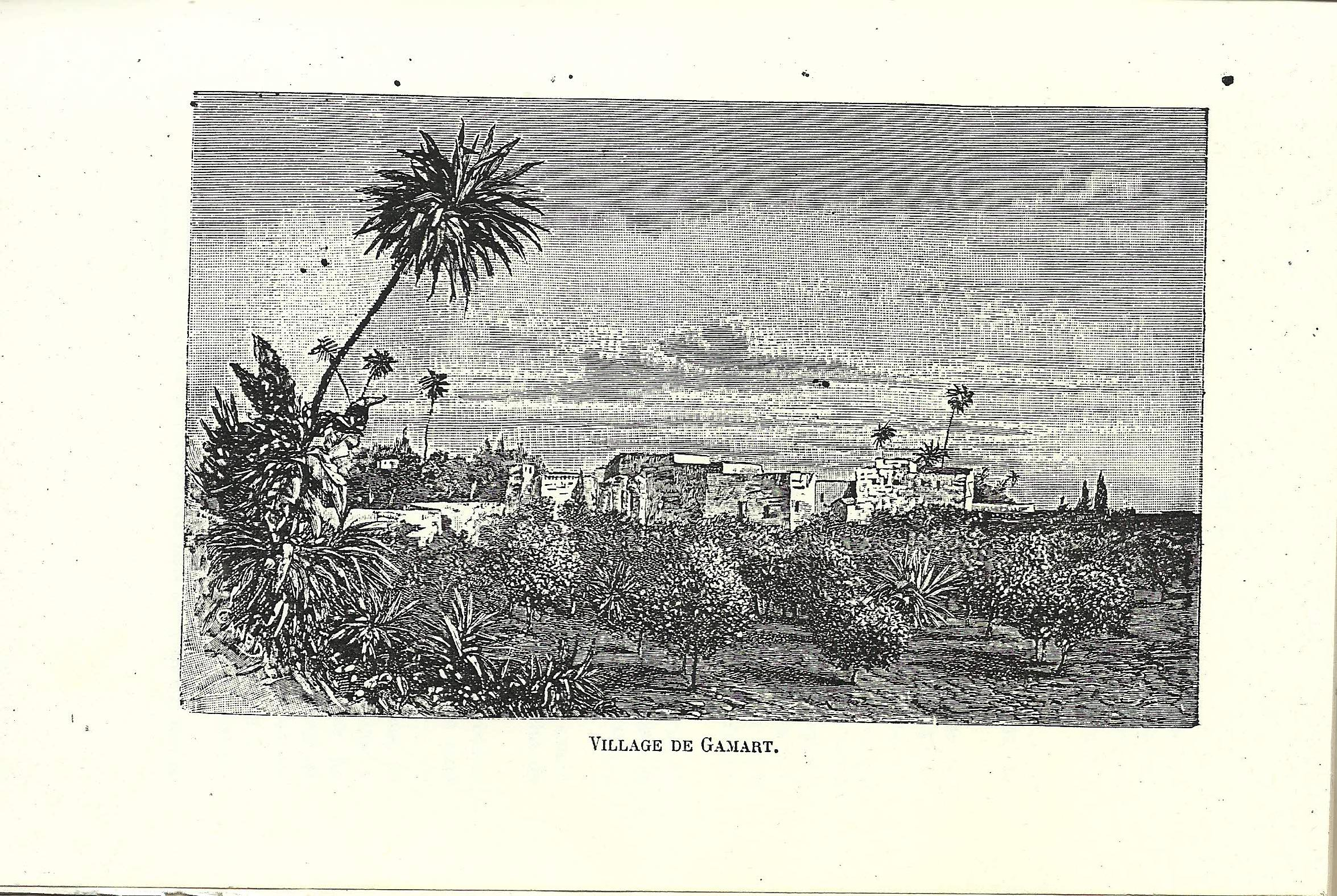
Gamart o La Necropoli Ebraica di Cartagine
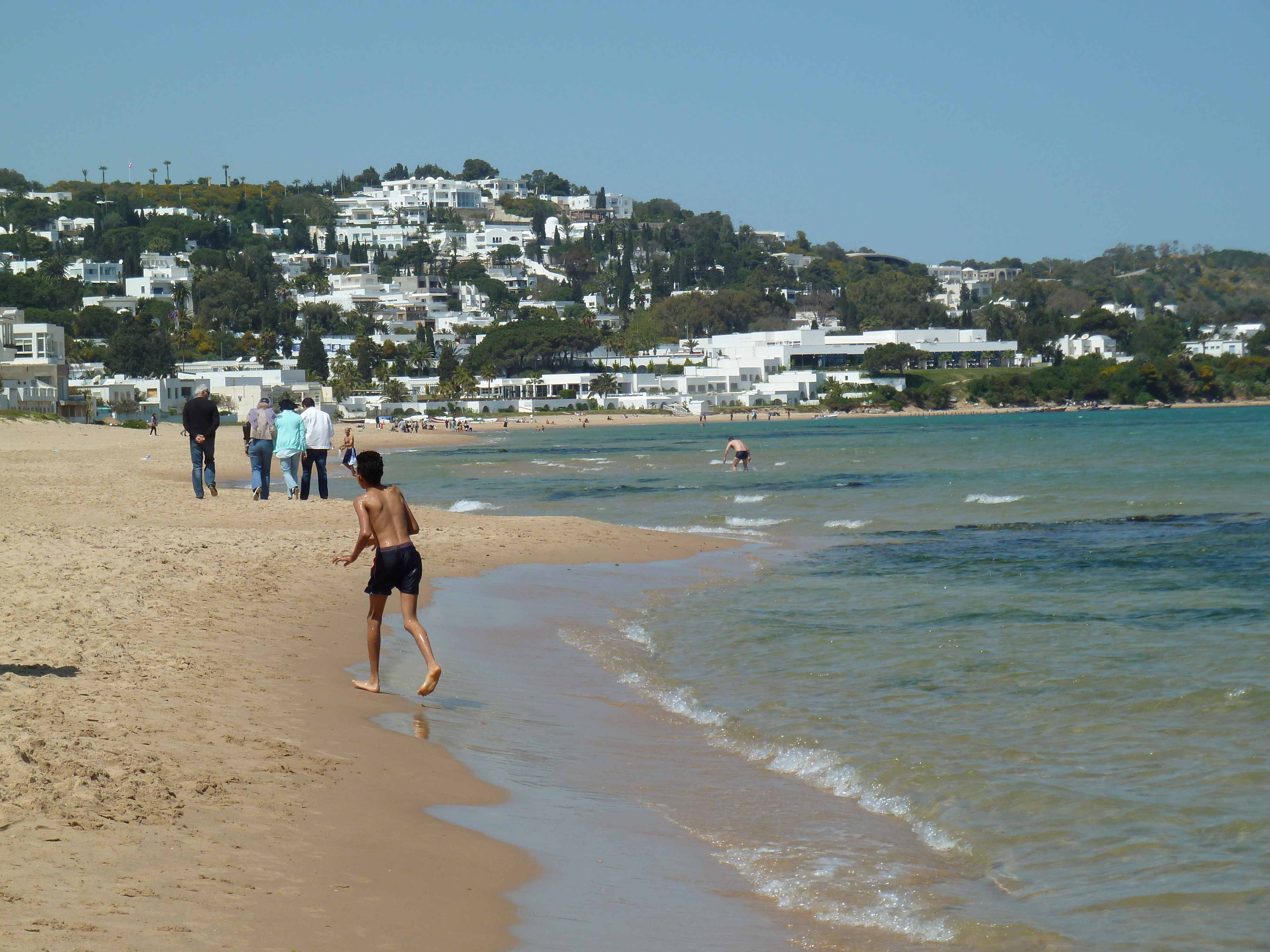
Vista dalla spiaggia
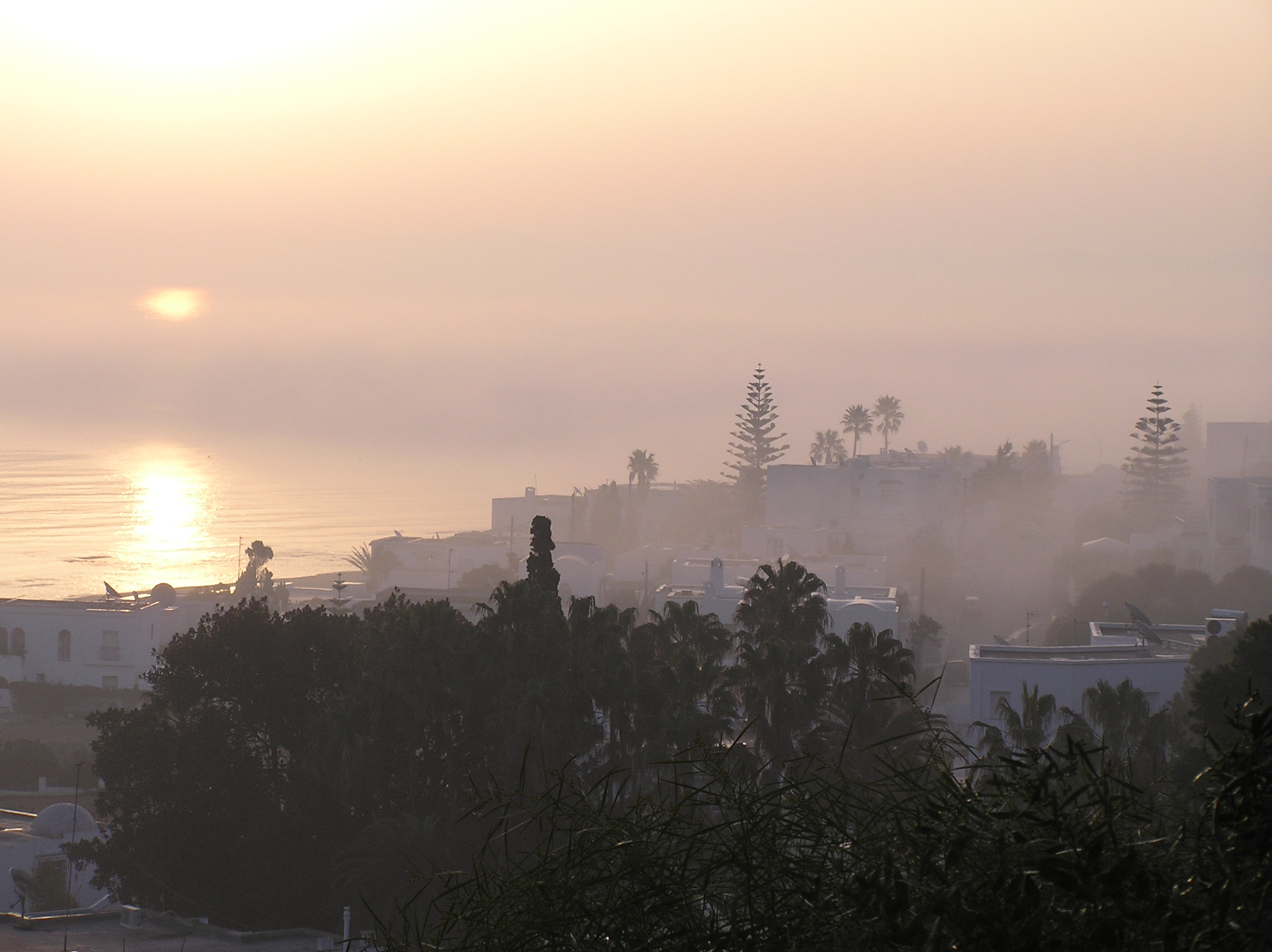
Alba a Gammarth
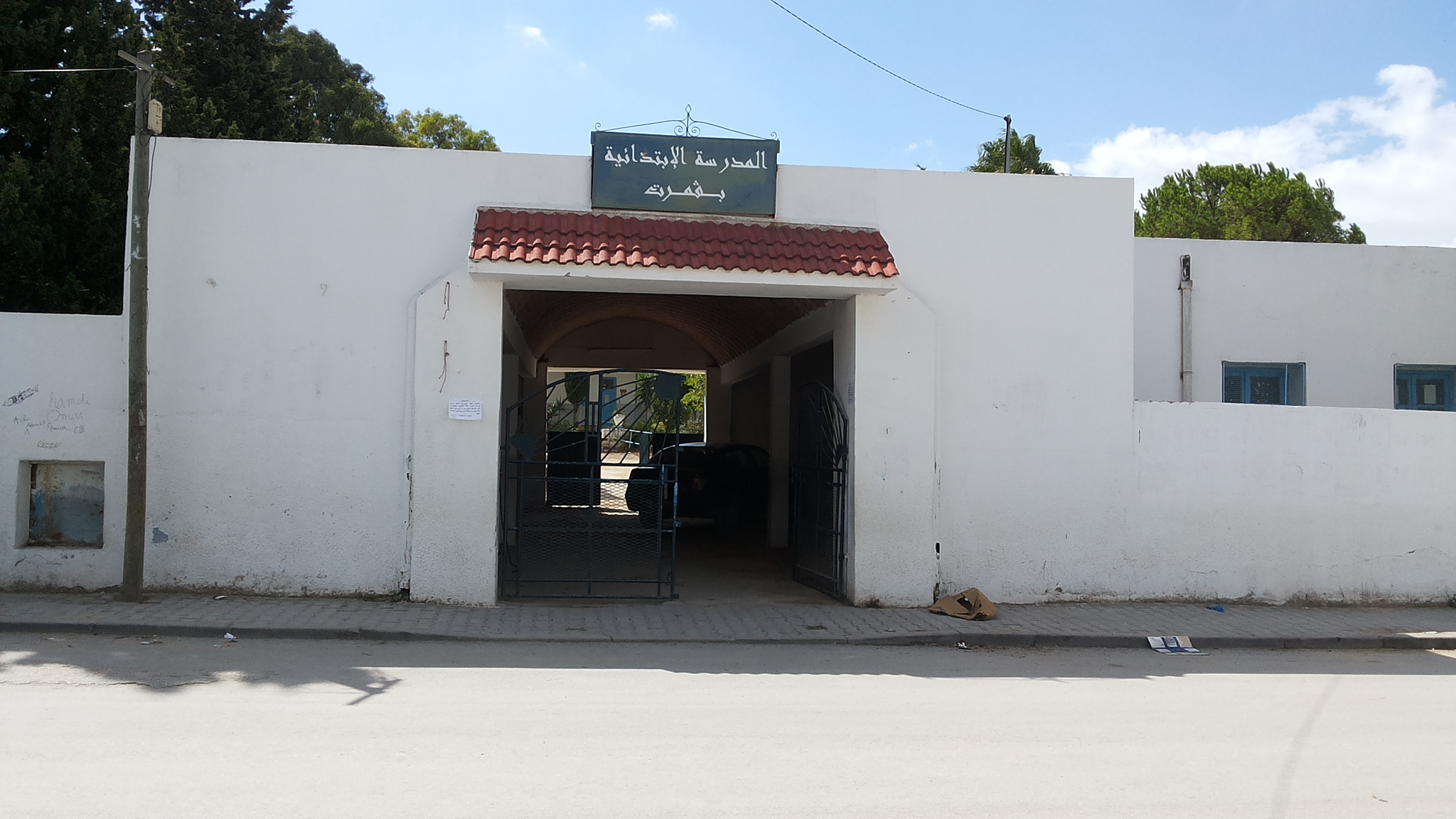
Scuola elementare di Gammarth
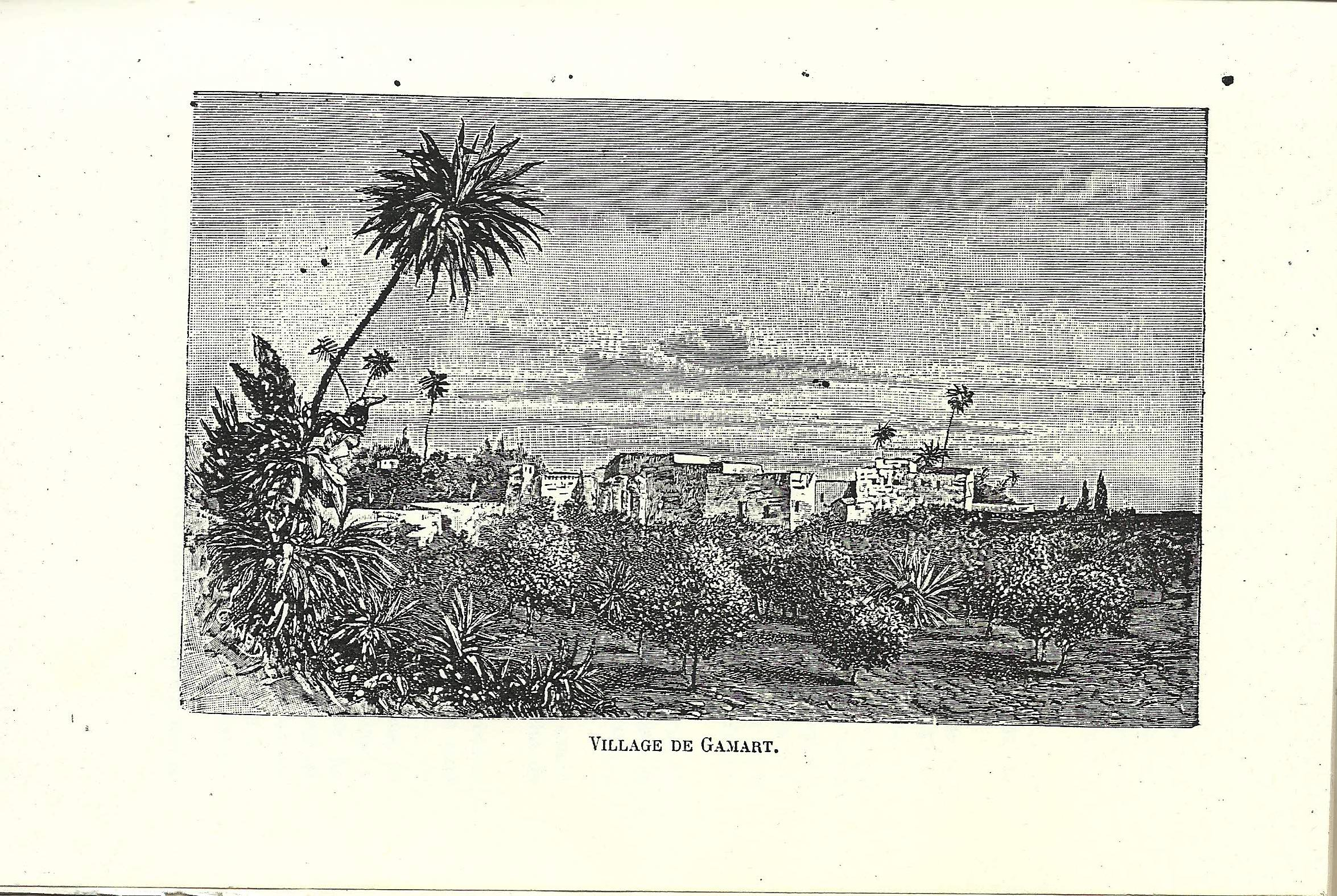
Estratto da 'Missioni cattoliche' dei missionari africani
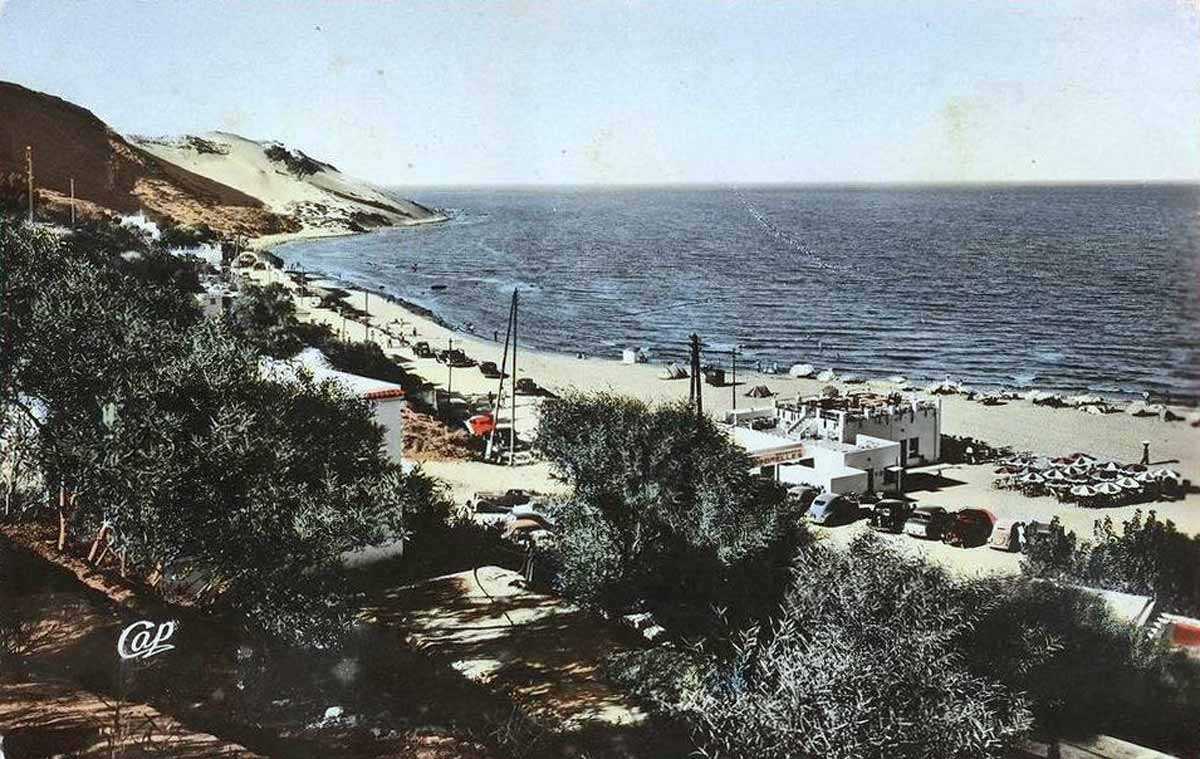
Gammarth La spiaggia degli ombrelloni e la duna
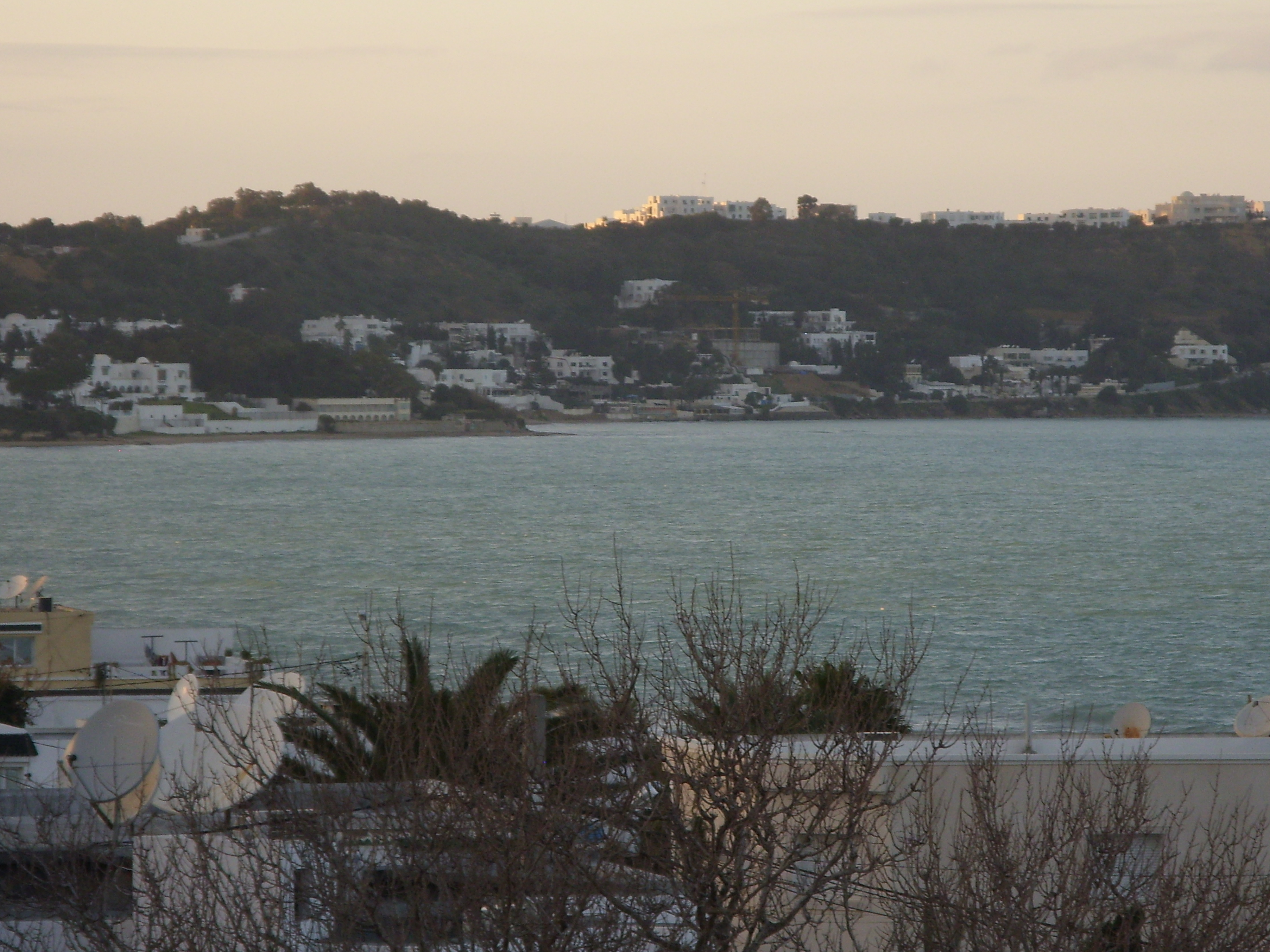
Foto panoramica di Gammarth scattata da Marsa Corniche
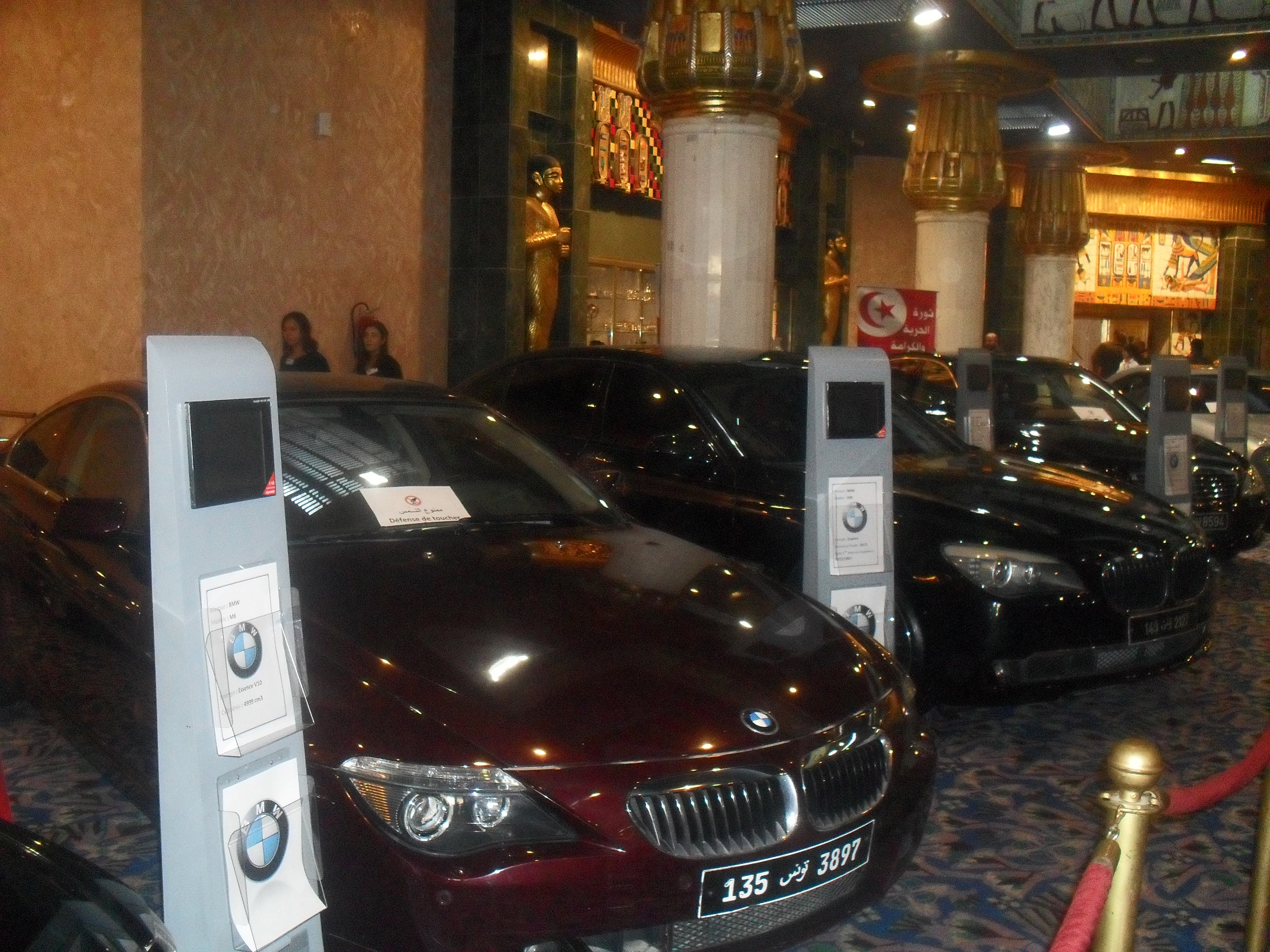
Decine di auto di lusso, un tempo possedute da Ben Ali e dai suoi parenti, sono ora all'asta
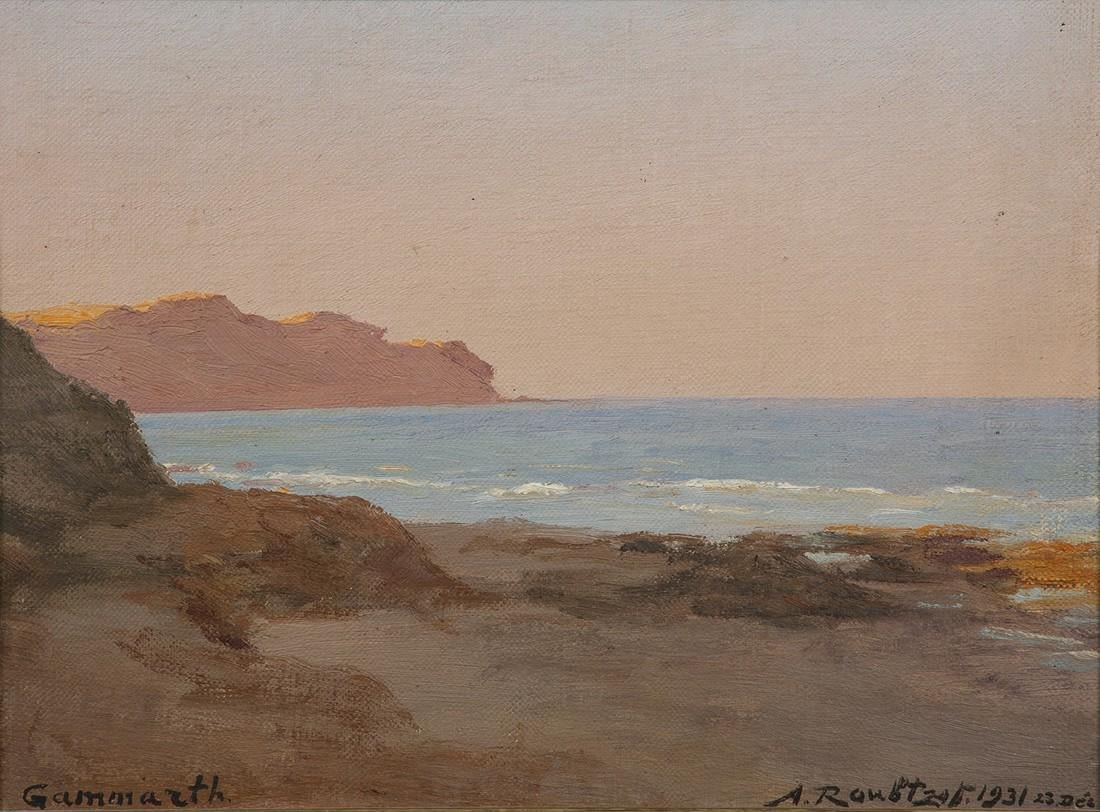
Gammarth, 1931 di Alexandre Roubtzoff, 1931, olio su tela montato su cartone
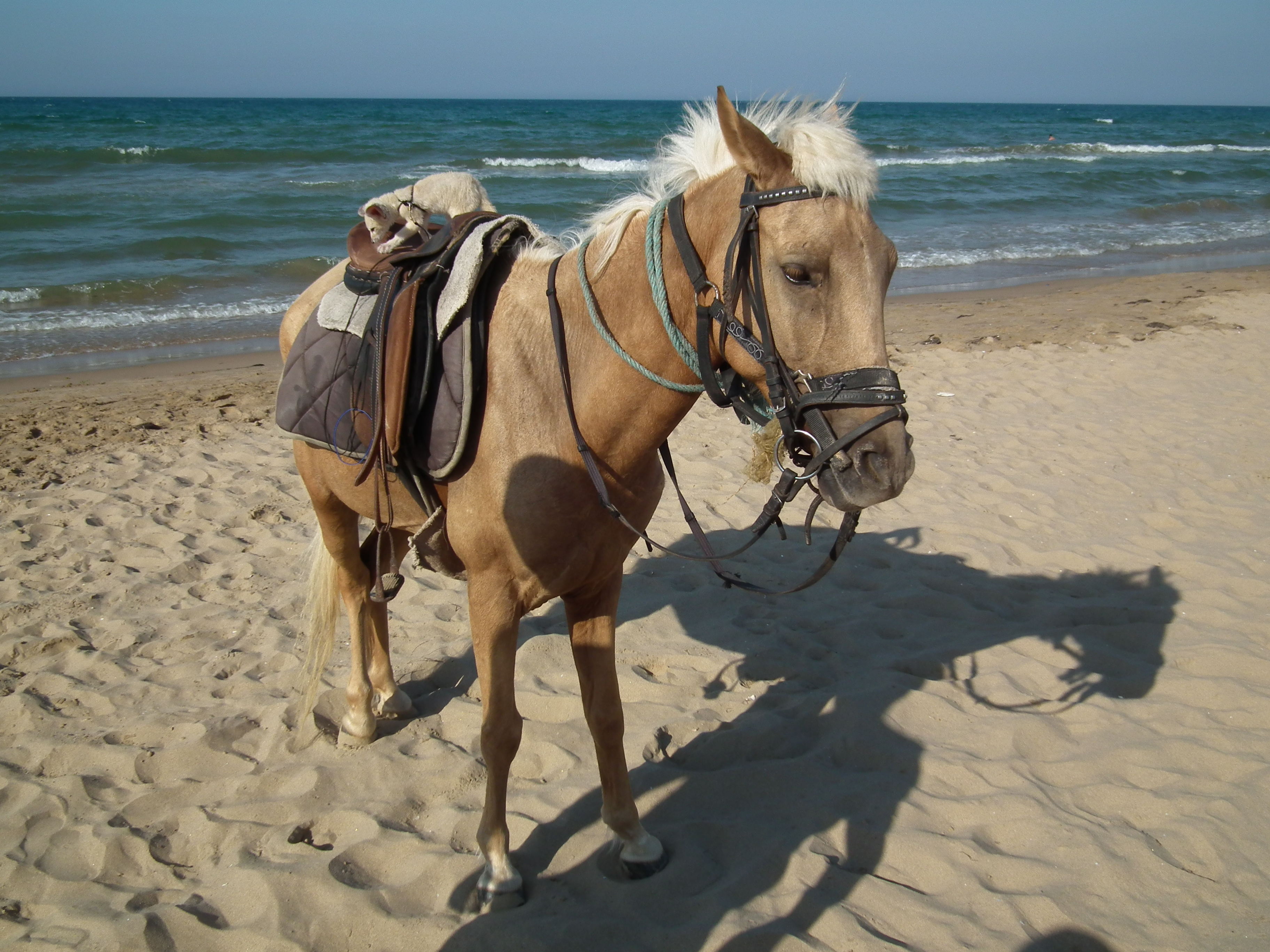
Cavallo Fenech